# 畑バスストップ
畑バスストップ（はたバスストップ）は、福岡県北九州市門司区畑の九州自動車道上にあるバス停留所。高速畑（こうそくはた）の名称で案内されている。
新門司インターチェンジに至近であるが、別の施設として設けられている。施設として設置されたのは畑バスストップの方が先であるが、1993年に畑バスストップのランプを利用して新門司インターチェンジが建設された。現在のバス停は新たに東側（門司寄り）に移設されたものである。
1980年代後半から西日本鉄道が運行する高速バス路線数路線が停車したが、停車路線の廃止に伴い休止となった。その後、2006年に新北九州空港の開港を機に下関・門司 - 北九州空港間に北九州空港エアポートバスが運行開始された際、当停留所も停車地となったため停留所としての供用が再開されたが、2011年に同路線が廃止されたため停車する路線が消滅し再び休止状態となり、西日本高速道路（NEXCO西日本）の管理用施設に転用されている。

## かつて停車した路線
- 下関・門司 - 北九州空港線「北九州空港エアポートバス」（サンデン交通）
  - 北九州空港との利用のみ可能であった（空港行きの乗車、空港発の降車のみ）。2011年3月31日限りで廃止。
- 門司港 - 行橋特急線（西日本鉄道）
- 門司 - 福岡高速線（西日本鉄道）
  - 福岡 - 広島線「ミリオン号」は隣接の葛原バスストップと門司港バスストップに停車していたが、当停留所は通過していた。

## 最寄の一般道バス停
- 山門（やまかど）　西鉄バス北九州・大里線（門司駅～恒見営業所）

## 隣
E3 九州自動車道
(1) 門司IC - 畑BS - （(1-1) 新門司IC） - 葛原BS（休止中）
E2A 関門橋
門司港BS - (1) 門司IC